# Дивулє
Дивулє (хорв. Divulje) — населений пункт у Хорватії, у Сплітсько-Далматинській жупанії у складі міста Трогир.

## Населення
Населення за даними перепису 2011 року становило 26 осіб.
Динаміка чисельності населення поселення:

## Клімат
Середня річна температура становить 16,07 °C, середня максимальна – 28,44 °C, а середня мінімальна – 4,00 °C. Середня річна кількість опадів – 759 мм.
| Клімат поселення                              | Клімат поселення | Клімат поселення | Клімат поселення | Клімат поселення | Клімат поселення | Клімат поселення | Клімат поселення | Клімат поселення | Клімат поселення | Клімат поселення | Клімат поселення | Клімат поселення | Клімат поселення |
| Показник                                      | Січ.             | Лют.             | Бер.             | Квіт.            | Трав.            | Черв.            | Лип.             | Серп.            | Вер.             | Жовт.            | Лист.            | Груд.            |                  |
| Середній максимум, °C                         | 12,20            | 12,43            | 14,75            | 17,84            | 22,81            | 26,71            | 28,44            | 28,30            | 24,29            | 19,96            | 15,00            | 12,16            |                  |
| Середня температура, °C                       | 8,11             | 8,31             | 10,64            | 13,71            | 18,70            | 22,60            | 25,53            | 25,40            | 21,38            | 17,09            | 12,10            | 9,28             |                  |
| Середній мінімум, °C                          | 4,00             | 4,23             | 6,53             | 9,59             | 14,55            | 18,49            | 22,63            | 22,50            | 18,50            | 14,16            | 9,18             | 6,38             |                  |
| Норма опадів, мм                              | 69               | 58               | 65               | 64               | 53               | 47               | 29               | 44               | 68               | 81               | 97               | 84               |                  |
| Середньомісячна швидкість вітру, м/с          | 3.30             | 3.46             | 3.55             | 3.33             | 2.94             | 2.64             | 2.73             | 2.56             | 2.86             | 3.00             | 3.70             | 3.60             |                  |
| Середньомісячна сонячна радіація, кДж/м²·день | 5479             | 8199             | 11942            | 16595            | 20589            | 23230            | 24843            | 21831            | 16151            | 10474            | 5921             | 4670             |                  |
| --------------------------------------------- | ---------------- | ---------------- | ---------------- | ---------------- | ---------------- | ---------------- | ---------------- | ---------------- | ---------------- | ---------------- | ---------------- | ---------------- | ---------------- |
| Джерело:                                      |                  |                  |                  |                  |                  |                  |                  |                  |                  |                  |                  |                  |                  |